# YRDC
YRDC (англ. YrdC N6-threonylcarbamoyltransferase domain containing) – білок, який кодується однойменним геном, розташованим у людей на 1-й хромосомі. Довжина поліпептидного ланцюга білка становить 279 амінокислот, а молекулярна маса — 29 328.
| 10         |  | 20         |  | 30         |  | 40         |  | 50         |
| ---------- |  | ---------- |  | ---------- |  | ---------- |  | ---------- |
| MSPARRCRGM |  | RAAVAASVGL |  | SEGPAGSRSG |  | RLFRPPSPAP |  | AAPGARLLRL |
| PGSGAVQAAS |  | PERAGWTEAL |  | RAAVAELRAG |  | AVVAVPTDTL |  | YGLACAASCS |
| AALRAVYRLK |  | GRSEAKPLAV |  | CLGRVADVYR |  | YCRVRVPEGL |  | LKDLLPGPVT |
| LVMERSEELN |  | KDLNPFTPLV |  | GIRIPDHAFM |  | QDLAQMFEGP |  | LALTSANLSS |
| QASSLNVEEF |  | QDLWPQLSLV |  | IDGGQIGDGQ |  | SPECRLGSTV |  | VDLSVPGKFG |
| IIRPGCALES |  | TTAILQQKYG |  | LLPSHASYL  |  |            |  |            |

A: Аланін

C: Цистеїн

D: Аспарагінова кислота

E: Глутамінова кислота

F: Фенілаланін

G: Гліцин

H: Гістидин

I: Ізолейцин

K: Лізин

L: Лейцин

M: Метіонін

N: Аспарагін

P: Пролін

Q: Глутамін

R: Аргінін

S: Серин

T: Треонін

V: Валін

W: Триптофан

Кодований геном білок за функцією належить до фосфопротеїнів. 
Локалізований у мембрані, мітохондрії.